# ... in Augenzeugenberichten
... in Augenzeugenberichten ist eine deutschsprachige historische Buchreihe, die seit 1961 im Karl Rauch Verlag in Düsseldorf erschien und später als Lizenzausgabe überwiegend beim dtv in München, einzelne Bände auch bei der Deutschen Buch-Gemeinschaft. Die Reihe vereint wichtige Dokumente zu geschichtlich bedeutsamen Momenten und Begebenheiten sowie Herrschern. Zahlreiche renommierte Fachgelehrte haben an der Herausgabe der einzelnen Bände mitgewirkt. 

## Übersicht (Auswahl)
- Der Aufstieg der NSDAP in Augenzeugenberichten
- Der Spanische Bürgerkrieg in Augenzeugenberichten
- Der Wiener Kongress in Augenzeugenberichten
- Der Dreißigjährige Krieg in Augenzeugenberichten
- Der Kampf um Berlin 1945 in Augenzeugenberichten
- Der Amerikanische Bürgerkrieg in Augenzeugenberichten
- Die Französische Revolution in Augenzeugenberichten
- Deutschland unter Napoleon in Augenzeugenberichten
- Die letzten Habsburger in Augenzeugenberichten
- Napoleons Russlandfeldzug in Augenzeugenberichten
- Der Hof Ludwigs XIV. in Augenzeugenberichten
- Katharina II. von Russland in Augenzeugenberichten
- Burgund und seine Herzöge in Augenzeugenberichten
- Die Gründung des Deutschen Reiches 1870/71 in Augenzeugenberichten
- Die Kreuzzüge in Augenzeugenberichten
- Die Russische Revolution in Augenzeugenberichten
- Deutschland in der Weltwirtschaftskrise in Augenzeugenberichten
- Die Befreiungskriege in Augenzeugenberichten
- Die Deutsche Revolution 1848/49 in Augenzeugenberichten
- Die Reformation in Augenzeugenberichten
- Friedrich der Grosse und Maria Theresia in Augenzeugenberichten
- Ludwig II. von Bayern in Augenzeugenberichten
- Die Geburt des modernen Japan in Augenzeugenberichten
- Die Hugenottenkriege in Augenzeugenberichten
- Die Türken vor Wien in Augenzeugenberichten
- Heinrich VIII. von England in Augenzeugenberichten
- Revolution und Räterepublik in München 1918/1919 in Augenzeugenberichten
- Die deutsche Arbeiterbewegung 1848 bis 1919 in Augenzeugenberichten
- Der Hof Ludwigs XIV. in Augenzeugenberichten
- Der Ungarische Volksaufstand in Augenzeugenberichten
- Der Mahdiaufstand in Augenzeugenberichten
- Die Eroberung Perus in Augenzeugenberichten (Inhalt)